# Sceptrothelys deione
Sceptrothelys deione är en stekelart som först beskrevs av Walker 1839.  Sceptrothelys deione ingår i släktet Sceptrothelys och familjen puppglanssteklar. Arten är reproducerande i Sverige. Inga underarter finns listade i Catalogue of Life.